# 非常记忆
《非常记忆》是上海文广新闻传媒集团旗下东方卫视的一档访谈节目。主持人周瑾。该节目于2008年3月开播。2009年该节目每周日晚22：30分在东方卫视播出。每周一期，每期60分钟（含广告）。但也有过一周播出两期的情况出现。
节目邀请的嘉宾有演艺明星、文化名人也有话题人物。节目录制时有现场观众参与。开播至今参加过节目的嘉宾有姜昆、周华健、李谷一、李阳、《我的团长我的团》剧组等。

## 节目内容

### 2008年
| 集數 | 播放日期 | 主題                   | 嘉賓 | 助理主持飾 | 備註 |
| ---- | -------- | ---------------------- | ---- | ---------- | ---- |
|      | 3月2日   | 永远的庐山恋           |      |            |      |
|      | 3月9日   | 马家军“兵变”十三年     |      |            |      |
|      | 3月16日  | 李谷一：天籁之音       |      |            |      |
|      | 3月23日  | 杜芸芸：十万元改变人生 |      |            |      |
|      | 3月30日  | 滑稽春秋               |      |            |      |
|      | 4月6日   |                        |      |            |      |
|      | 4月13日  |                        |      |            |      |
|      | 4月20日  |                        |      |            |      |
|      | 4月27日  |                        |      |            |      |
|      | 5月4日   |                        |      |            |      |
|      | 5月11日  |                        |      |            |      |
|      | 5月18日  |                        |      |            |      |

- 《姜昆：相声人生》
- 《马家军兵变十三年》
- 《迟志强：忏悔之路》
- 《李谷一：天籁之音》
- 《滑稽春秋》
- 《永远的庐山恋》
- 《杜芸芸：十万元改变人生》
- 《情感深处》
- 《揭密《我的团长我的团》》
- 《魔术传奇》
- 《容祖儿 华丽蜕变》
- 《李阳疯狂英语》
- 《不完美：李玖哲》
- 《我的童星生涯》
- 《梅葆玖：有话要说》
- 《朋友——周华健》
- 《婚姻宝典》
- 《广告改变人生》
- 《张涵予》
- 《“申奥”背后》
- 《美丽女人》
- 《<喜盈门>后的悲喜人生》
- 《信——改变自己》
- 《<西游记>背后的故事》
- 《最后的男旦》
- 《瞬间改变永恒》
- 《美丽秘籍》
- 《坚强的北川中学》
- 《不一样的大师——谢晋》
- 《羽西：用色彩改变中国》
- 《风云五十年》
- 《潘晓的下落》
- 《我有明星脸》
- 《78届少年天才班再聚首》
- 《多面李玲玉》
- 《年广久：傻子瓜子沉浮录》（年广九生于1935年1月17日）